# Кикиктарджуак
Кикиктарджуак, Кекертук (англ. Qikiqtarjuaq (до 1 ноября 1988 года носил название Бротон-Айленд, англ. Broughton Island), инуктитут Qikiqtarjuaq, ᕿᑭᖅᑕᕐᔪᐊᖅ) — посёлок в Канаде в регионе Кикиктаалук территории Нунавут на острове Бротон близ северного побережья Баффиновой Земли. Население посёлка составляет 520 человек согласно переписи 2011 года.
В посёлке есть аэропорт (англ. Qikiqtarjuaq  Airport).

## Название
Эскимосское название Кикиктарджуак означает «Большой Остров».

## Население
Население посёлка Кикиктарджуак согласно переписи 2011 года составляет 520 человек и оно практически не изменилось за время, прошедшее от переписей 2006 и 2011 годов:
- 2001 год — 519 человек[5]

- 2006 год — 473 человека[5]

- 2011 год — 520 человек[1].

Данные о национальном составе населения, родном языке и использовании языков в посёлке Кейп-Дорсет, полученные во время переписи 2011 года, будут опубликованы 24 октября 2012 года. Перепись 2006 года показывает следующие данные:
- коренные жители — 445 человек,
- некоренные — 25 человек.

| Язык                | Численность населения, чел. |
| Только английский   | 25                          |
| Только французский  | 0                           |
| Другой язык (языки) | 450                         |

| Язык                                     | Численность населения, чел. |
| Только английский                        | 410                         |
| Только французский                       | 0                           |
| Французский и английский                 | 10                          |
| Не владеют ни английским, ни французским | 60                          |

| Язык                             | Численность населения, чел. |
| Английский                       | 25                          |
| Французский                      | 0                           |
| Неофициальный язык               | 445                         |
| Английский и неофициальный языки | 0                           |

| Язык                             | Численность населения, чел. |
| Английский                       | 85                          |
| Неофициальный язык               | 145                         |
| Английский и неофициальный языки | 0                           |

## Галерея

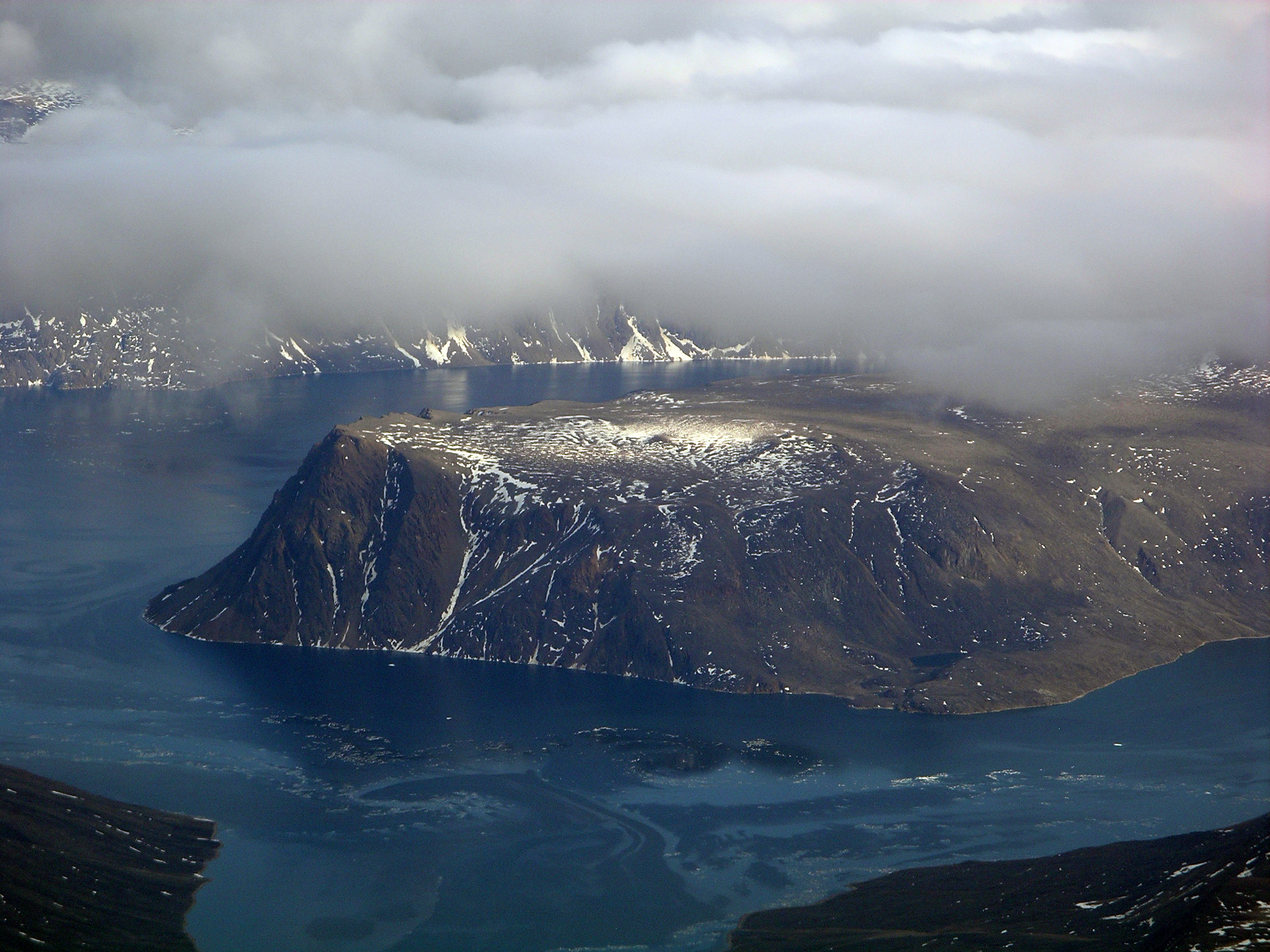
Горы Кикиктарджуак
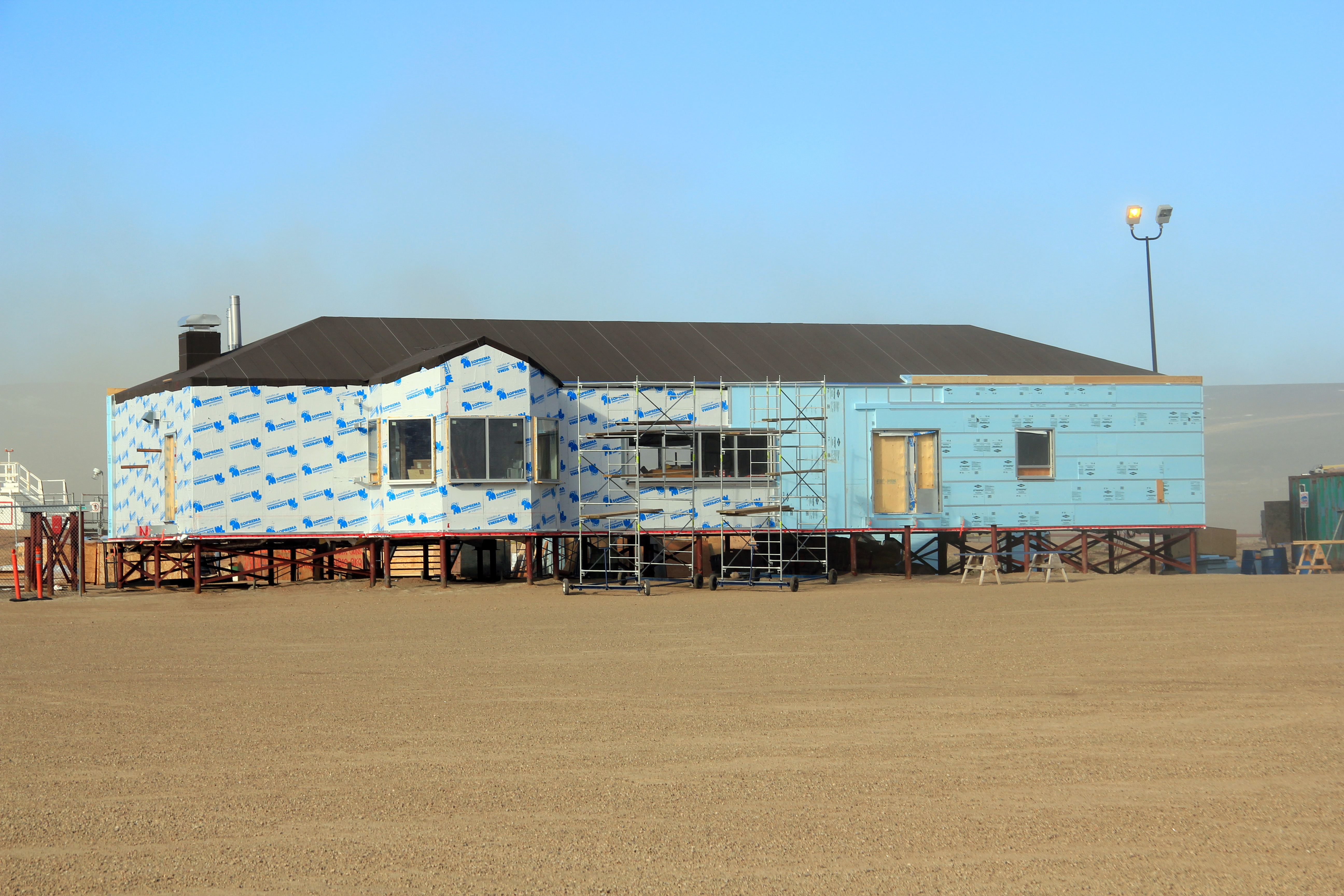
Аэропорт Кикиктарджуак
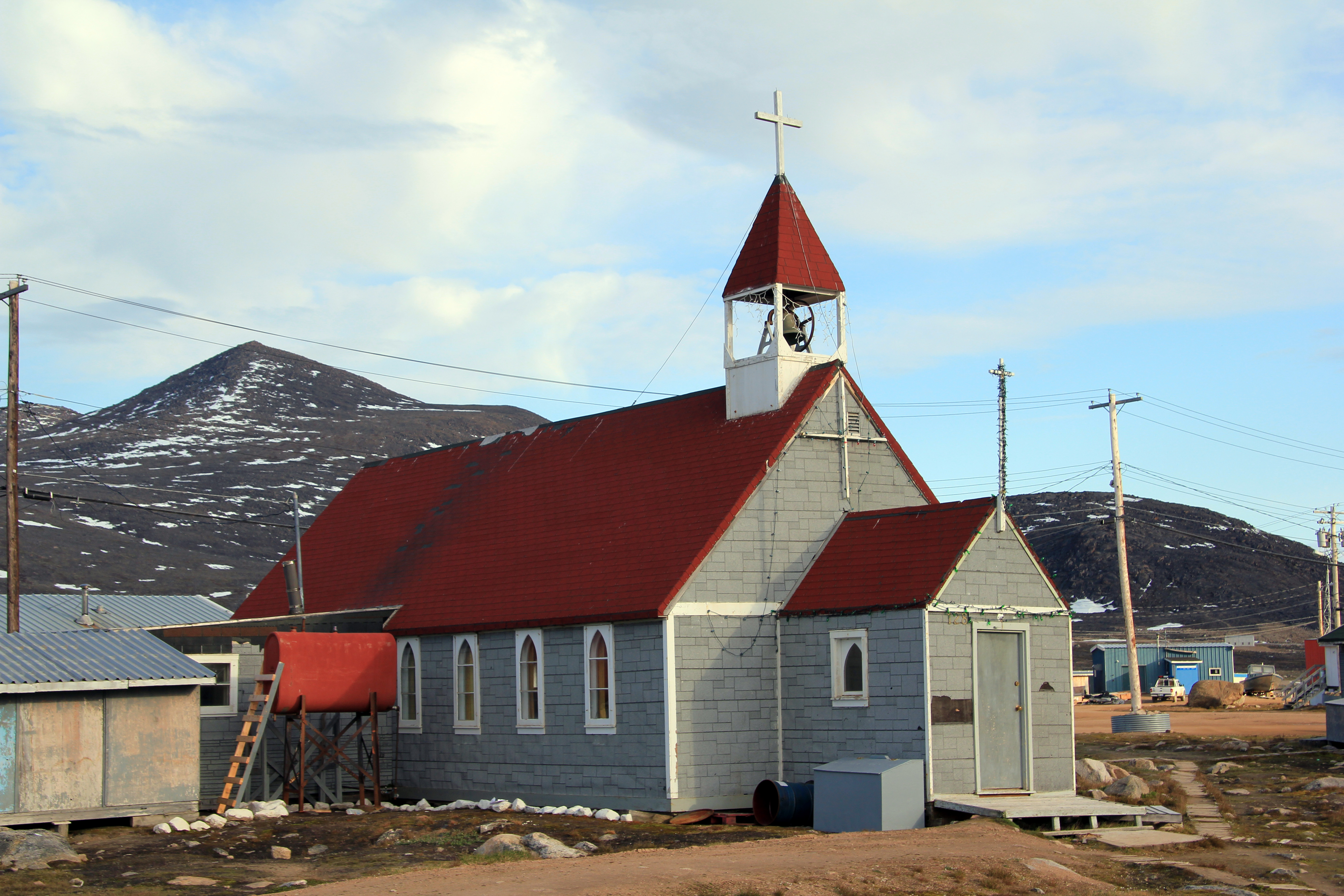
Церковь Св. Михаила и всех Ангелов
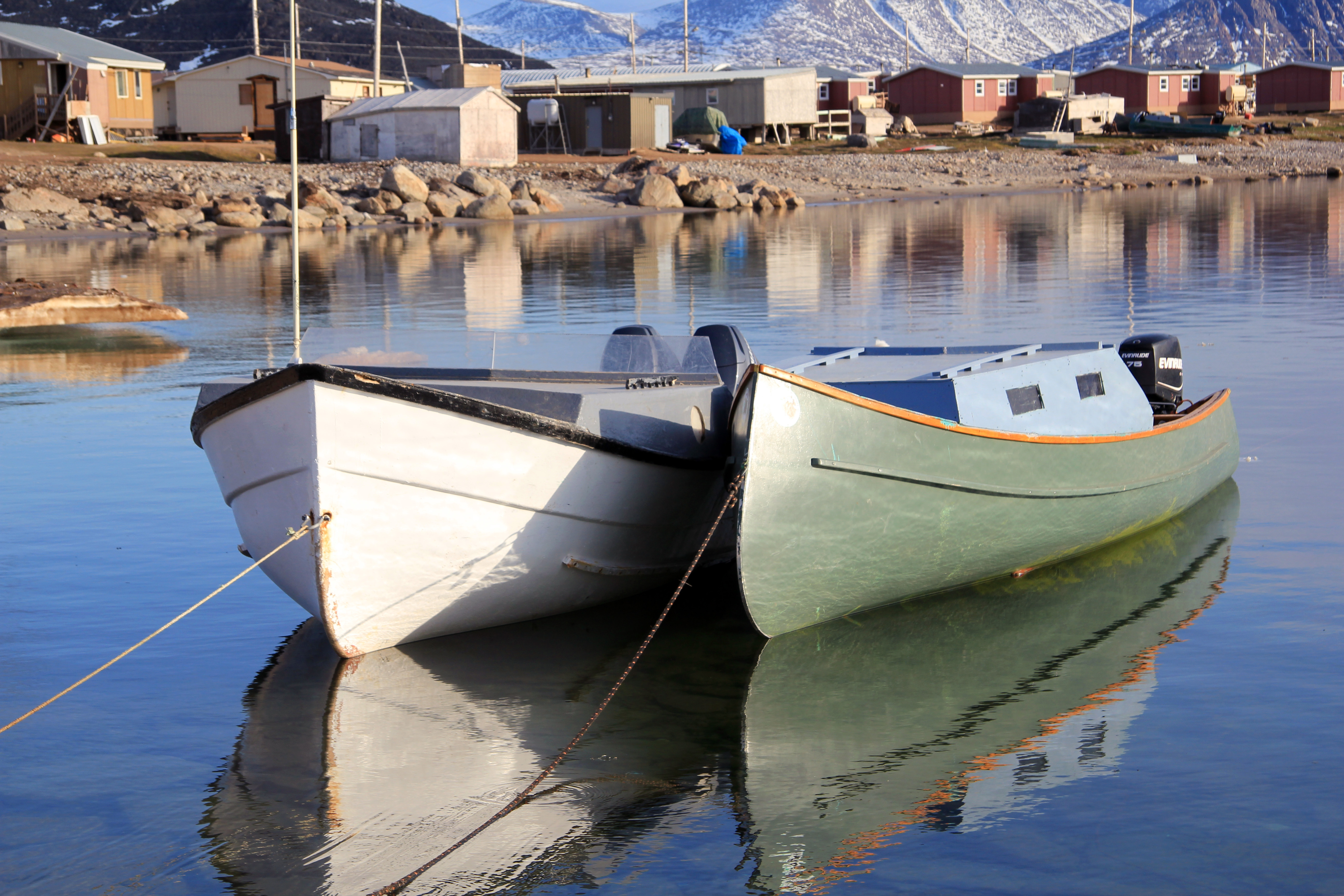
Кикиктарджуак
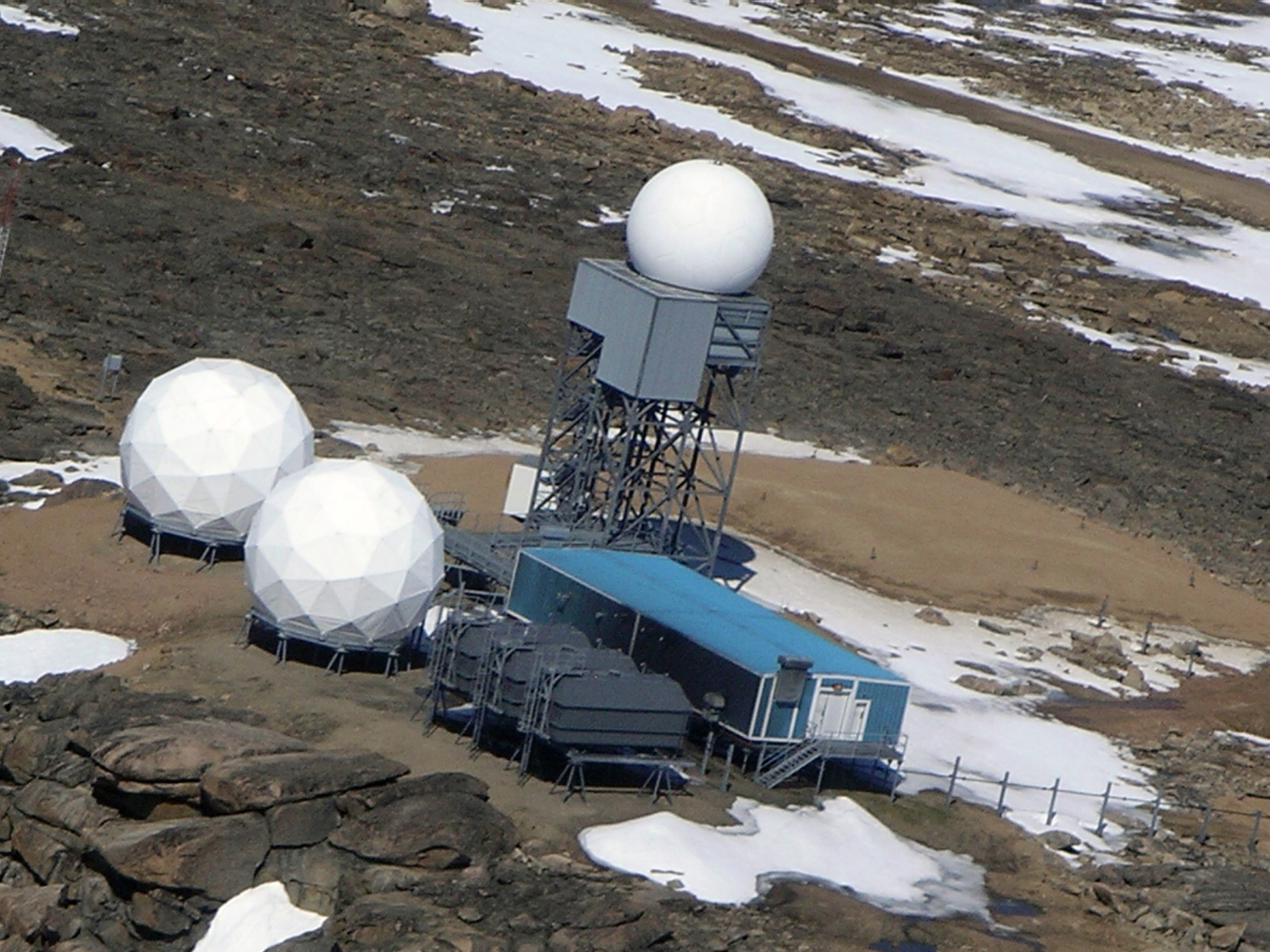
Фокс 5 — Северная Войсковая часть